# إغاثة الفنان
إغاثة الفنان هي مبادرة طارئة أُسست في عام (2020)م ، من تحالف الجهات المانحة للفنون الوطنية لتقديم الموارد المالية والإعلامية للفنانين في جميع أنحاء الولايات المتحدة و ذلك استجابة لجائحة COVID-19 التي حدثت في ذلك العام .   

## التاريخ
"إغاثة الفنانين" هي مبادرة طارئة نظمتها أكاديمية الشعراء الأمريكيين، وأرتاديا، وكرييتيف كابيتال، ومؤسسة الفنون المعاصرة، وصندوق MAP، والمؤسسة الوطنية لفناني YoungArts، وفنانون أمريكيون متحدون—وجميعها جهات مانحة وطنية متوسطة الحجم في مجال الفنون—وذلك لتوزيع منح بقيمة 5,000 دولار للفنانين الذين يواجهون أزمات مالية حادة بسبب جائحة كوفيد-19، إضافةً إلى العمل كمصدر معلومات مستمر، والمشاركة في إطلاق "استبيان تأثير كوفيد-19 على الفنانين والعاملين في المجال الإبداعي"، الذي صممته منظمة "الأمريكيون من أجل الفنون"، بهدف تحديد احتياجات الفنانين ومعالجتها بشكل أفضل في المستقبل..   اعتبارًا من أغسطس 2020، وزعت المبادرة 13.5 مليون دولار من خلال هذه المنح. 
في عام 2020، تعاونت سلسلة الحفلات السنوية "Hardly Strictly Bluegrass" مع مبادرة "إغاثة الفنانين" لإدارة صندوق إغاثة للفنانين بقيمة مليون دولار لدعم الموسيقيين المتضررين من جائحة كوفيد-19